# Jeff Bowler
Jeff Bowler est un producteur, réalisateur et scénariste américain né le 10 septembre 1975 à Gardner, Massachusetts (États-Unis).

## Filmographie

### comme producteur
- 2000 : Thunderbox (série TV)
- 2002 : A Date with Anna (TV)
- 2003 : World Fighting Alliance (série TV)
- 2003 : Hollywood's Hottest (vidéo)
- 2005 : Blue Sombrero
- 2022 : Lamborghini (Lamborghini: The Man Behind the Legend) de Robert Moresco

### comme réalisateur
- 2003 : World Fighting Alliance (série TV)
- 2003 : Hollywood's Hottest (vidéo)
- 2020 : Sonic The Hedgehog

### comme scénariste
- 2003 : Hollywood's Hottest (vidéo)